# Jüdischer Friedhof (Ober-Olm)

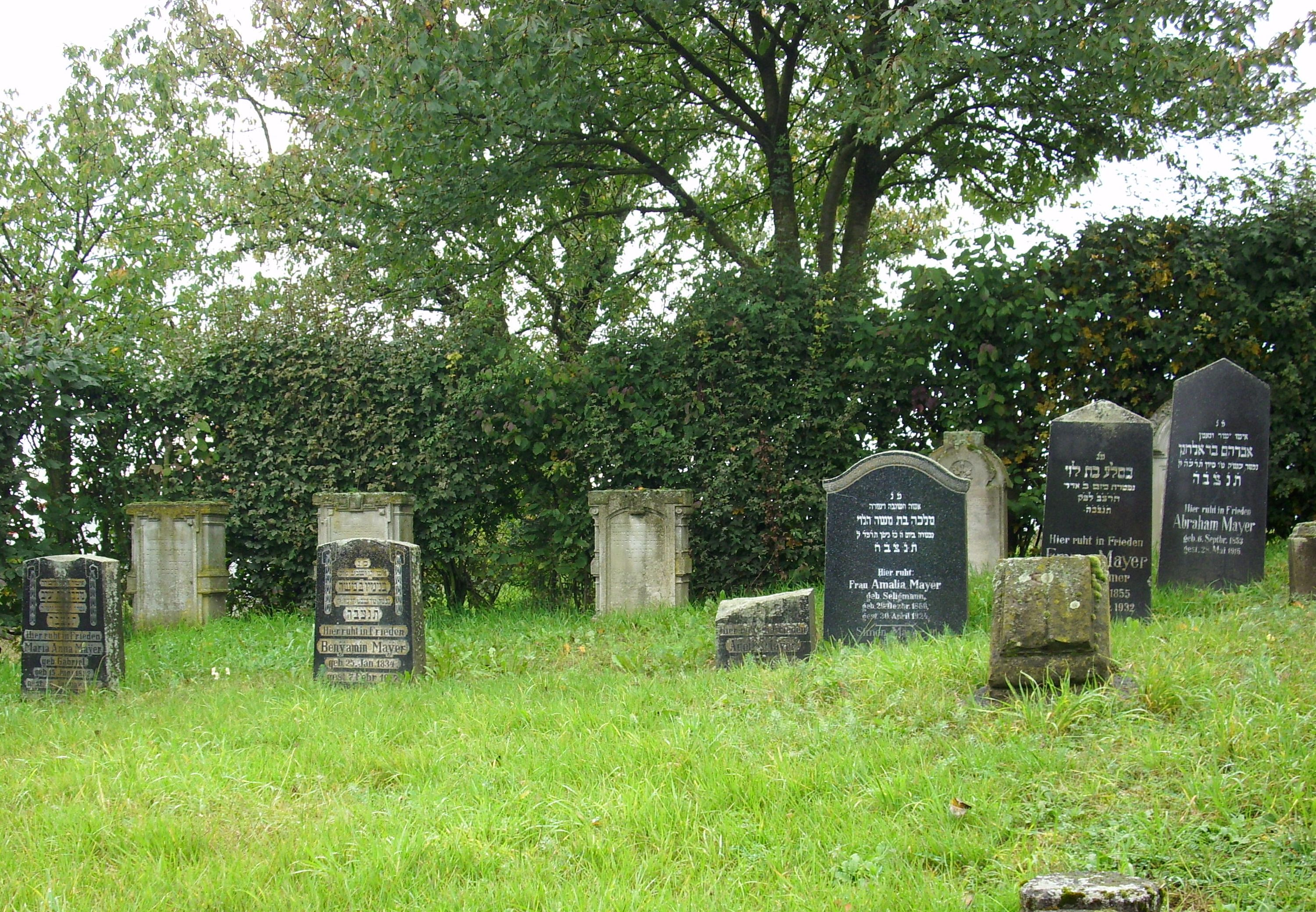
Jüdischer Friedhof in Ober-Olm

Der Jüdische Friedhof in Ober-Olm, einer Ortsgemeinde im Landkreis Mainz-Bingen in Rheinland-Pfalz, wurde 1883 angelegt. Der 1,83 Ar große jüdische Friedhof befindet sich nördlich des Ortes in der Flur Auf der Leimenkaute.
Auf dem Friedhof sind noch 20 Grabsteine aus der Zeit bis 1932 erhalten.